# 10e législature de Koror

La 10e législature de Koror est la 10e session de la Législature de l’État de Koror.
Elle fait suite à la 9e législature de Koror, qui était entrée en fonction en 2010.

## Déroulement

### Élections
L'élection des membres de la Législature a eu lieu en 2013 lors des élections générales.

## Membres de la Législature
| Nom                   | Qualité                | Circonscription                    |
| --------------------- | ---------------------- | ---------------------------------- |
| Eyos Rudimch          | Président, membre      | Circonscription générale de Koror. |
| Franco Gibbons        | Vice-président, membre | Circonscription générale de Koror. |
| Mengkur Rechelulk     | Floor Leader, membre   | Dngeronger                         |
| Devon T. Andreas      | Membre                 | Iyebukel                           |
| Armstrong N. Debelbot | Membre                 | Ngermid                            |
| Felix Francisco       | Membre                 | Ngerbeched                         |
| Vann Isaac            | Membre                 | Ikelau                             |
| Job R. Kikuo          | Membre                 | Ngerchemai                         |
| Polycarp Marcil       | Membre                 | Ngerkesoaol                        |
| Calvin Ikesiil        | Membre                 | Meketii                            |
| Jason Nolan           | Membre                 | Medalaii                           |
| Ann L. Pedro          | Membre                 | Circonscription générale de Koror. |
| Ignacio Rengulbai     | Membre                 | Ngerkebesang                       |
| Edwenor Sadang        | Membre                 | Meyuns                             |
| Uchel Sechewas        | Membre                 | Circonscription générale de Koror. |
| Kazuki T. Sungino     | Membre                 | Circonscription générale de Koror. |
| Kyonori Tellames      | Membre                 | Idid                               |

## Sources